# POISON ~말하고 싶은 것도 말할 수 없는 이런 세상은~
〈POISON ~말하고 싶은 것도 말할 수 없는 이런 세상은~〉(일본어: POISON 〜言いたい事も言えないこんな世の中は〜 포이즌 이이타이코토모이에나이콘나요노나카와[*])은 소리마치 다카시가 부른 일본의 대중가요이다. 1998년 7월 29일에 발표되었다.

## 개요
소리마치 다카시의 네 번째 싱글 앨범에 수록되었으며, 유니버설 뮤직에 의해 배포되었다. 후지 TV의 드라마 《GTO》의 주제곡으로 쓰였다. 1999년에는 영화판의 주제곡으로도 쓰였는데, 드라마 주제곡과는 반주 구성이 약간 다른 〈Poison -Movie Mix-〉가 쓰였다.
소리마치 다카시가 작사했으며, 이노우에 신지로가 작곡 및 편곡하였고, 요시다 겐도 편곡에 참여하였다.

## 수록 음반
- G.T.O 사운드 트랙 (1998년 8월 12일)
- 오리지널 《HIGH LIFE》（1998년 9월 18일)
- 베스트 《BEST OF MY TIME ~ 1999》（2000년 3월 29일）
- 옴니버스 《DraMania》（2004년 6월 23일）
- 베스트 《BEST of BEST》（2006년 6월 7일）